# Fichier national unique des cycles identifiés

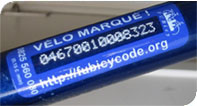
Bicycode.

Le fichier national unique des cycles identifiés (FNUCI) est un fichier mis en place en 2021 par le gouvernement français et destiné à recueillir les identifiants uniques des bicyclettes, dans le but de lutter contre leur vol et leur recel.
Dans les faits, il s'agit d'une généralisation et d'une obligation du principe du marquage des vélos bicycode, créé en 2004 par la Fédération française des usagers de la bicyclette (FUB), dont la base de données a été intégrée à celle du FNUCI.

## Histoire
La loi d'orientation des mobilités (LOM) du 24 décembre 2019 et son décret d'application du 23 novembre 2020,, pris après délibération de la CNIL du 15 octobre 2020, ont rendu obligatoire le marquage des cycles vendus neufs à partir du 1er janvier 2021 et vendus d'occasion par un professionnel à partir du 1er juillet 2021. Les cycles pour enfants en sont exempts. Le marquage sur la base du volontariat est possible.
L'Association de promotion et d'identification des cycles (APIC) est déclarée le 26 août 2020 à la préfecture de police de Paris. Le 28 décembre 2020, elle est désignée gestionnaire du fichier et le 29 décembre 2020 sont définies les modalités pratiques.
Des opérateurs d'identification des cycles sont agréés par l'État à partir de 2021. Ils sont agréés pour une durée d'un an renouvelable par tacite reconduction pendant 6 ans.

## Opérateurs d'identification des cycles
Au 20 mai 2025, les opérateurs d'identification des cycles agréés par l'État français sont :
| Opérateur                                   | Marque               | Procédé                                  | Agrément         |       |
| ------------------------------------------- | -------------------- | ---------------------------------------- | ---------------- | ----- |
| Bicycode                                    | Adcolite             | micro-percussion                         | 25 février 2021  | [ a ] |
| Bicycode                                    | Adcolite             | autocollant                              | 25 février 2021  | [ a ] |
| Bicycode                                    | Adcolite             | procédé chimique grand format            | 23 février 2024  | [ b ] |
| Bicycode                                    | Adcolite             | procédé chimique petit format            | 23 février 2024  | [ b ] |
| Bicycode                                    | Adcolite             | autocollant sous vernis                  | 23 février 2024  | [ b ] |
| Euro Identification                         | Recobike             |                                          | 25 février 2021  | [ c ] |
| Malinéo                                     | Paravol              | sticker très haute résistance            | 25 février 2021  | [ d ] |
| Manufacture française du cycle (Intersport) |                      | étiquette                                | 25 février 2021  | [ e ] |
| Auvray                                      | Auvray Speed Marking | micro-percussion                         | 10 mars 2021     | [ f ] |
| Auvray                                      | ICAbike              | autocollant                              | 10 mars 2021     | [ f ] |
| Decathlon                                   | Valver               | autocollant                              | 7 mai 2021       | [ g ] |
| Decathlon                                   |                      | étiquette sur vernis et soudure chimique | 1er juin 2023    | [ h ] |
| Decathlon                                   |                      | étiquette sous vernis                    | 25 octobre 2023  | [ i ] |
| Starway                                     | SW                   | frappe                                   | 26 novembre 2021 | [ j ] |
| Moustache Bikes                             |                      | adhésif de haute résistance              | 30 juin 2023     | [ k ] |
| T-SUR                                       |                      |                                          | 5 juillet 2023   | [ l ] |
| Velopass BV                                 |                      | autocollant décalcomanie résistant       | 25 octobre 2023  | [ m ] |
| enCaps                                      |                      | étiquette                                | 20 mai 2025      | [ m ] |